# Diplosoma translucidum
Diplosoma translucidum är en sjöpungsart som först beskrevs av Hartmeyer 1909.  Diplosoma translucidum ingår i släktet Diplosoma och familjen Didemnidae. Inga underarter finns listade i Catalogue of Life.